# Анастасія Золотич
Анастасія Золотич (серб. Анастасија Золотић / Anastasija Zolotić, англ. Anastasija Zolotic; нар. 23 листопада 2002) — американська тхеквондистка сербського походження, олімпійська чемпіонка 2020 року.

## Виступи на Олімпіадах
| Олімпіада  | Дисципліна | Місце |
| ---------- | ---------- | ----- |
| Токіо 2020 | до 57 кг   | 1     |

## Зовнішні посилання
- Анастасія Золотич [Архівовано 25 липня 2021 у Wayback Machine.] на сайті taekwondodata.com.